# Joe Ingles
Joseph Howarth « Joe » Ingles, né le 2 octobre 1987 à Adélaïde (Australie), est un joueur australien de basket-ball évoluant aux postes d'ailier et ailier fort. Il mesure 2,03 m.

## Biographie

### Carrière professionnelle
Le 25 juin 2009, il n'est pas sélectionné lors de la draft 2009 de la NBA.
Il a été suivi par les Lakers de Los Angeles en vue d'un recrutement possible. Il a joué la National Basketball Association Summer League en 2009 et 2010 avec les Warriors de Golden State.
Joe Ingles a participé aux Jeux olympiques de 2008 et 2012 avec l'Australie.
Joe Ingles est élu joueur australien de basket-ball de l'année 2012 par la Fédération australienne de basket-ball.

#### Maccabi Tel Aviv (2013-2014)
En août 2013, il rejoint le Maccabi Tel Aviv, club de première division israélienne, pour un contrat de deux ans.

#### NBA

##### Jazz de l'Utah (2014-fév. 2022)
Après environ un an passé au Maccabi où il a pu obtenir le titre de champion d'Europe, Joe Ingles rejoint les Clippers de Los Angeles et la NBA pour la première fois de sa carrière. Finalement, un mois seulement après avoir intégré l'effectif de la franchise californienne, l'Australien est coupé.
Le 27 octobre 2014, un jour après cette décision, il rejoint la franchise du Jazz de l'Utah.
Le 6 juillet 2015, il prolonge son contrat avec le Jazz en signant pour deux années et 4,5 millions de dollars.
Il se blesse le 30 janvier 2022 lors d'un match face aux Timberwolves du Minnesota, le lendemain il est diagnostiqué d'une rupture du ligament du genou gauche, ce qui met fin à sa saison.

##### Trail Blazers de Portland (fév. - juin 2022)
Le 9 février 2022, il est transféré aux Trail Blazers de Portland dans un échange à trois équipes. Il ne joue aucun match en raison de sa blessure.

##### Bucks de Milwaukee (2022-2023)
Agent libre à l'été 2022, il signe un contrat d'un an et 6,5 millions de dollars avec les Bucks de Milwaukee.

##### Magic d'Orlando (2023-2024)
Le 7 juillet 2023, il signe avec le Magic d'Orlando pour deux saisons et un contrat à la clé de 22 millions de dollars (dont une option équipe pour la deuxième année).

##### Timberwolves du Minnesota (depuis 2024)
Le 6 juillet 2024, il s'engage pour un an avec les Timberwolves du Minnesota.

## Palmarès

### En club
- Vainqueur de Euroligue 2014.
- Champion d'Australie en 2009
- Coupe du roi 2011, 2013
- Champion d'Espagne 2011, 2012[2]

### Sélection nationale
- Médaille d'or au Championnat d'Océanie 2011
- Médaille d'or au Championnat d'Océanie 2013
- Médaille d'argent au Championnat d'Océanie 2009
- Médaille de bronze aux Jeux olympiques 2020

## Statistiques

### En Europe

#### Championnats
| Saison     | Équipe           | Matchs | Titul. | Min./m | % Tir | % 3pts | % LF | Rbds/m. | Pass/m. | Int/m. | Ctr/m. | Pts/m. |
| ---------- | ---------------- | ------ | ------ | ------ | ----- | ------ | ---- | ------- | ------- | ------ | ------ | ------ |
| 20109-2010 | CB Grenade       | 34     | 31     | 29,2   | 43,8  | 35,2   | 69,4 | 4,06    | 2,62    | 1,15   | 0,44   | 11,00  |
| 2010-2011  | CB Grenade       | 7      | 7      | 33,0   | 39,1  | 27,3   | 78,9 | 4,71    | 3,86    | 2,29   | 0,43   | 13,29  |
| 2010-2011  | FC Barcelone     | 31     | 13     | 14,4   | 52,3  | 46,9   | 72,2 | 0,81    | 0,94    | 0,45   | 0,03   | 6,19   |
| 2011-2012  | FC Barcelone     | 39     | 4      | 14,9   | 43,4  | 37,7   | 74,6 | 1,36    | 1,46    | 0,74   | 0,10   | 5,05   |
| 2012-2013  | FC Barcelone     | 32     | 14     | 19,2   | 43,7  | 39,1   | 75,6 | 2,19    | 1,28    | 0,56   | 0,09   | 6,34   |
| 2013-2014  | Maccabi Tel-Aviv | 34     | 10     | 19,6   | 43,1  | 31,9   | 61,5 | 2,82    | 2,44    | 0,91   | 0,12   | 5,62   |

#### Euroligue
| Saison    | Équipe           | Matchs | Titul. | Min./m | % Tir | % 3pts | % LF | Rbds/m. | Pass/m. | Int/m. | Ctr/m. | Pts/m. |
| --------- | ---------------- | ------ | ------ | ------ | ----- | ------ | ---- | ------- | ------- | ------ | ------ | ------ |
| 2010-2011 | FC Barcelone     | 15     | 4      | 15,7   | 44,7  | 23,3   | 72,7 | 1,13    | 1,13    | 0,80   | 0,07   | 5,00   |
| 2011-2012 | FC Barcelone     | 22     | 2      | 13,3   | 35,1  | 22,5   | 80,0 | 1,68    | 1,41    | 0,55   | 0,05   | 4,14   |
| 2012-2013 | FC Barcelone     | 29     | 17     | 20,1   | 44,2  | 39,4   | 78,6 | 2,14    | 1,10    | 0,41   | 0,10   | 6,03   |
| 2013-2014 | Maccabi Tel-Aviv | 30     | 13     | 22,9   | 47,6  | 41,1   | 69,7 | 3,03    | 2,93    | 0,77   | 0,07   | 6,43   |

### Professionnels

#### Saison régulière
| Saison    | Équipe    | Matchs | Titul. | Min./m | % Tir | % 3pts | % LF | Rbds/m. | Pass/m. | Int/m. | Ctr/m. | Pts/m. |
| --------- | --------- | ------ | ------ | ------ | ----- | ------ | ---- | ------- | ------- | ------ | ------ | ------ |
| 2014-2015 | Utah      | 79     | 32     | 21,2   | 41,5  | 35,6   | 75,0 | 2,22    | 2,30    | 0,91   | 0,13   | 5,01   |
| 2015-2016 | Utah      | 81     | 2      | 15,3   | 42,6  | 38,6   | 72,2 | 1,86    | 1,19    | 0,68   | 0,05   | 4,22   |
| 2016-2017 | Utah      | 82     | 26     | 24,1   | 45,2  | 44,1   | 73,5 | 3,18    | 2,74    | 1,17   | 0,10   | 7,09   |
| 2017-2018 | Utah      | 82     | 81     | 31,4   | 46,7  | 44,0   | 79,5 | 4,20    | 4,78    | 1,11   | 0,24   | 11,46  |
| 2018-2019 | Utah      | 82     | 82     | 31,3   | 44,8  | 39,1   | 70,7 | 4,02    | 5,72    | 1,20   | 0,24   | 12,12  |
| 2019-2020 | Utah      | 64     | 37     | 29,9   | 44,1  | 39,7   | 77,4 | 4,00    | 5,17    | 0,89   | 0,14   | 9,75   |
| 2020-2021 | Utah      | 67     | 30     | 27,9   | 48,9  | 45,1   | 84,4 | 3,64    | 4,75    | 0,67   | 0,18   | 12,07  |
| 2021-2022 | Utah      | 45     | 15     | 24,9   | 40,4  | 34,7   | 77,3 | 2,91    | 3,51    | 0,51   | 0,11   | 7,22   |
| 2022-2023 | Milwaukee | 46     | 0      | 22,7   | 43,5  | 40,9   | 85,7 | 2,78    | 3,26    | 0,72   | 0,13   | 6,89   |
| 2023-2024 | Orlando   | 68     | 0      | 17,2   | 43,6  | 43,5   | 82,4 | 2,09    | 2,99    | 0,63   | 0,07   | 4,35   |
| 2024-2025 | Minnesota | 19     | 1      | 6,0    | 26,1  | 20,0   | 0,0  | 0,58    | 1,21    | 0,11   | 0,00   | 0,79   |
| Carrière  | Carrière  | 723    | 314    | 24,2   | 44,7  | 40,9   | 77,4 | 3,04    | 3,58    | 0,86   | 0,14   | 7,91   |

Mise à jour le 3 mai 2025

#### Playoffs
| Saison   | Équipe    | Matchs | Titul. | Min./m | % Tir | % 3pts | % LF  | Rbds/m. | Pass/m. | Int/m. | Ctr/m. | Pts/m. |
| -------- | --------- | ------ | ------ | ------ | ----- | ------ | ----- | ------- | ------- | ------ | ------ | ------ |
| 2017     | Utah      | 11     | 11     | 30,3   | 40,3  | 36,6   | 66,7  | 3,73    | 3,27    | 2,00   | 0,45   | 6,45   |
| 2018     | Utah      | 11     | 11     | 34,8   | 47,1  | 45,5   | 64,7  | 4,36    | 3,36    | 0,55   | 0,18   | 14,55  |
| 2019     | Utah      | 5      | 5      | 30,1   | 32,4  | 27,6   | –     | 4,80    | 5,00    | 2,20   | 0,00   | 6,40   |
| 2020     | Utah      | 7      | 7      | 33,4   | 40,7  | 35,0   | 100,0 | 3,43    | 4,71    | 0,57   | 0,14   | 9,14   |
| 2021     | Utah      | 11     | 6      | 27,8   | 49,4  | 41,4   | 76,9  | 3,09    | 3,45    | 0,64   | 0,00   | 10,18  |
| 2023     | Milwaukee | 5      | 0      | 17,8   | 52,2  | 50,0   | –     | 1,20    | 2,00    | 0,60   | 0,20   | 6,80   |
| 2024     | Orlando   | 7      | 0      | 9,6    | 33,3  | 28,6   | 50,0  | 1,86    | 1,71    | 0,43   | 0,00   | 1,57   |
| Carrière | Carrière  | 57     | 40     | 27,4   | 44,1  | 39,7   | 72,3  | 3,33    | 3,35    | 0,98   | 0,16   | 8,49   |

## Records sur une rencontre en NBA
Les records personnels de Joe Ingles en NBA sont les suivants, :
| Type de statistique        | Saison régulière | Saison régulière            | Saison régulière | Playoffs | Playoffs                | Playoffs      |
| Type de statistique        | Record           | Adversaire                  | Date             | Record   | Adversaire              | Date          |
| -------------------------- | ---------------- | --------------------------- | ---------------- | -------- | ----------------------- | ------------- |
| Points                     | 34               | @ Wizards de Washington     | 18 mars 2021     | 27       | @ Rockets de Houston    | 2 mai 2018    |
| Paniers marqués            | 12               | @ Wizards de Washington     | 18 mars 2021     | 10       | @ Rockets de Houston    | 2 mai 2018    |
| Paniers tentés             | 17               | @ Wizards de Washington     | 18 mars 2021     | 15       | Thunder d'Oklahoma City | 21 avril 2018 |
| Paniers à 3 points réussis | 8                | @ Wizards de Washington     | 18 mars 2021     | 7        | @ Rockets de Houston    | 2 mai 2018    |
| Paniers à 3 points tentés  | 13               | @ Timberwolves du Minnesota | 26 avril 2021    | 12       | @ Nuggets de Denver     | 17 août 2020  |
| Lancers francs réussis     | 9                | Celtics de Boston           | 9 février 2021   | 3        | 4 fois                  | 4 fois        |
| Lancers francs tentés      | 10               | Celtics de Boston           | 9 février 2021   | 5        | Thunder d'Oklahoma City | 23 avril 2018 |
| Rebonds offensifs          | 4                | @ Hawks d'Atlanta           | 19 décembre 2019 | 2        | Rockets de Houston      | 22 avril 2019 |
| Rebonds défensifs          | 11               | Lakers de Los Angeles       | 11 janvier 2019  | 8        | 2 fois                  | 2 fois        |
| Rebonds totaux             | 12               | 2 fois                      | 2 fois           | 8        | 3 fois                  | 3 fois        |
| Passes décisives           | 14               | 2 fois                      | 2 fois           | 11       | Clippers de Los Angeles | 23 avril 2017 |
| Interceptions              | 6                | Suns de Phoenix             | 17 mars 2016     | 5        | @ Rockets de Houston    | 17 avril 2019 |
| Contres                    | 3                | Clippers de Los Angeles     | 27 février 2019  | 1        | 9 fois                  | 9 fois        |
| Balles perdues             | 8                | @ Hornets de Charlotte      | 21 décembre 2019 | 5        | Rockets de Houston      | 4 mai 2018    |
| Minutes jouées             | 46               | @ Thunder d'Oklahoma City   | 22 février 2019  | 43       | @ Nuggets de Denver     | 17 août 2020  |

- Double-double : 17
- Triple-double : 0

Dernière mise à jour : 30 septembre 2024

## Salaires
| Année       | Équipe                    | Salaire      |
| ----------- | ------------------------- | ------------ |
| 2014-2015   | Jazz de l'Utah            | 507 336 $    |
| 2015-2016   | Jazz de l'Utah            | 2 250 000 $  |
| 2016-2017   | Jazz de l'Utah            | 2 250 000 $  |
| 2017-2018   | Jazz de l'Utah            | 14 136 364 $ |
| 2018-2019   | Jazz de l'Utah            | 13 045 455 $ |
| 2019-2020   | Jazz de l'Utah            | 11 954 546 $ |
| 2020-2021   | Jazz de l'Utah            | 10 863 637 $ |
| 2021-2022   | Trail Blazers de Portland | 12 436 364 $ |
| 2022-2023   | Bucks de Milwaukee        | 6 479 000 $  |
| 2023-2024   | Magic d'Orlando           | 11 000 000 $ |
| Total Gains | Total Gains               | 84 175 543 $ |
| 2024-2025   | Timberwolves du Minnesota | 2 087 519 $  |